# Rodrigo Noriega
Rodrigo Noriega ist ein ehemaliger mexikanischer Fußballspieler auf der Position eines  Stürmers.

## Laufbahn
Die Spielzeiten 1948/49 und 1949/50 verbrachte Noriega beim Club Atlas, für den er insgesamt 9 Treffer in der höchsten mexikanischen Spielklasse erzielte. Anschließend wechselte er zum Stadtrivalen Club Deportivo Guadalajara, in dessen Reihen er die nächsten drei Jahre (bis 1953) verbrachte und weitere 14 Tore in Punktspielen erzielte sowie insgesamt dreimal im mexikanischen Pokalwettbewerb erfolgreich war.